# هيو هاموند بينيت
هيو هاموند بينيت (بالإنجليزية: Hugh Hammond Bennett)‏ هو عالم تربة ‏ أمريكي، ولد في 15 أبريل 1881، وتوفي في 7 يوليو 1960.